# Plandište
Plandište (serbocroata cirílico y macedonio: Пландиште; húngaro: Zichyfalva; rumano: Plandiște) es un municipio y pueblo de Serbia perteneciente al distrito de Banato del Sur de la provincia autónoma de Voivodina.
En 2011 su población era de 11 336 habitantes, de los cuales 3832 vivían en el pueblo y el resto en las 13 pedanías del municipio. La mayoría de los habitantes son étnicamente serbios (5868 habitantes), con minorías de magiares (1280 habitantes), eslavos macedonios (1042 habitantes), rumanos (784 habitantes) y eslovacos (616 habitantes).
Se ubica unos 50 km al noreste de la capital distrital Pančevo cerca de la frontera con Rumania. Por el pueblo pasa la carretera 18 que une Zrenjanin con Vršac.

## Pedanías
Además del pueblo de Plandište, el municipio incluye las siguientes pedanías (entre paréntesis el nombre en lengua local, en las localidades donde los serbios no son la mayoría étnica):
- Banatski Sokolac
- Barice (en rumano: Sân Ianăș)
- Velika Greda
- Veliki Gaj
- Dužine
- Jermenovci (en húngaro: Ürményháza)
- Kupinik
- Laudonovac
- Margita
- Markovićevo
- Miletićevo
- Stari Lec
- Hajdučica (en eslovaco: Hajdušica)